# Sven Wollter

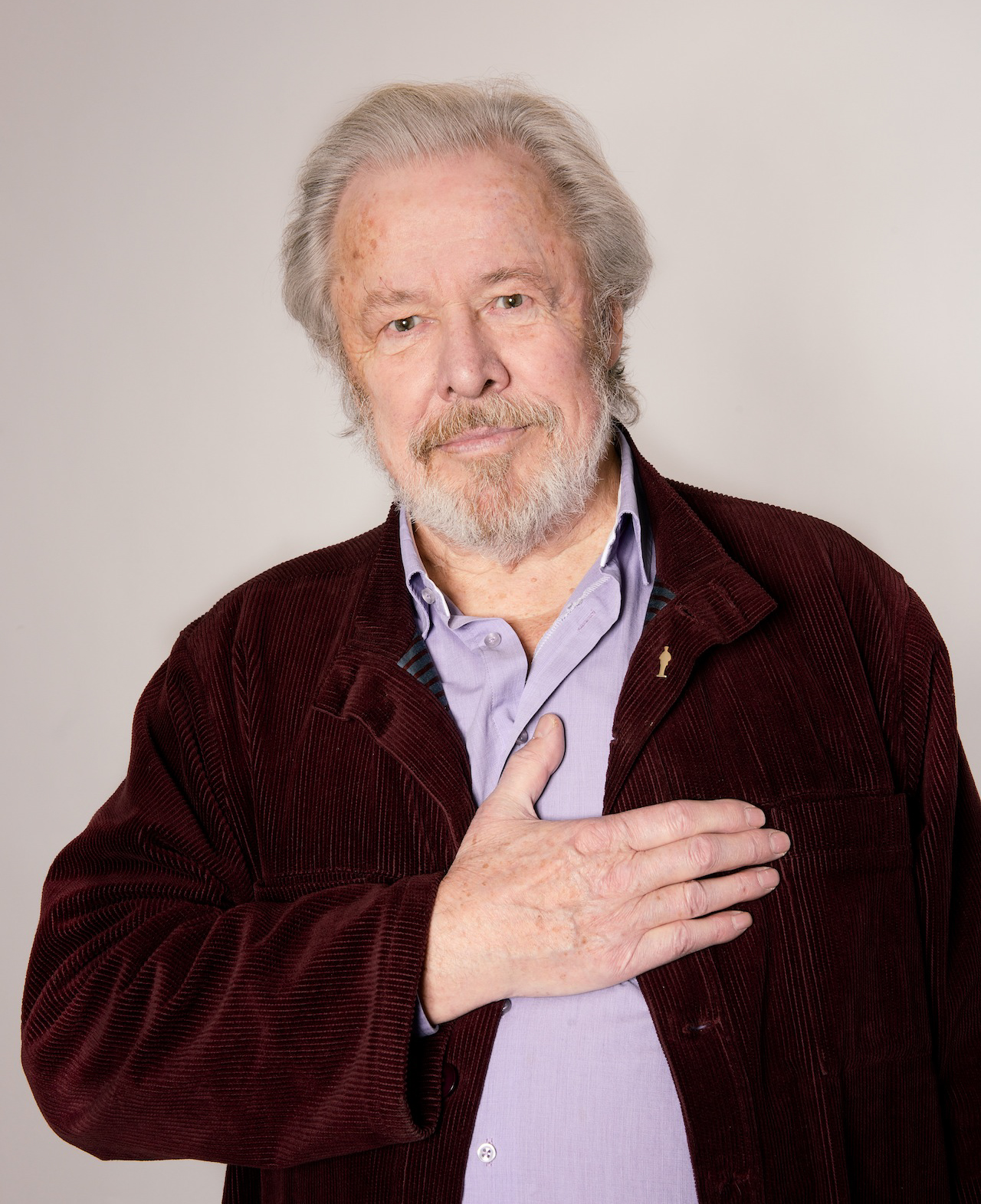
Sven Wollter (2014)

Sven Justus Fredrik Wollter (* 11. Januar 1934 in Göteborg; † 10. November 2020 in Luleå) war ein schwedischer Schauspieler.

## Leben und Karriere
Wollter galt als einer der renommiertesten Schauspieler Schwedens. Einem internationalen Publikum bekannt wurde er in der Rolle des Victor in Andrei Tarkowskis Drama Opfer. Deutsche Fernsehzuschauer kennen ihn als Kommissar Van Veeteren in den Verfilmungen der Kriminalromane des schwedischen Schriftstellers Håkan Nesser.
Wollter war viele Jahre Mitglied der Kommunistiska partiet Schwedens.
Wollter war in erster Ehe mit der Schriftstellerin Maja-Brita Mossberg, in zweiter Ehe mit der Schauspielerin Annie Jenhoff und ab 2003 mit der Rundfunkjournalistin Lisa Wede verheiratet. Er starb im November 2020 im Alter von 86 Jahren an den Folgen von COVID-19.

## Filmografie (Auswahl)
- 1967: Ich bin neugierig (gelb) (Jag är nyfiken – en film i gult)
- 1975: Die weiße Wand (Den vita väggen)
- 1976: Der Mann auf dem Dach (Mannen på taket)
- 1984: Der Mann aus Mallorca (Mannen från Mallorca)
- 1985: Unter dem Nordlicht (Havlandet)
- 1986: Im Namen des Gesetzes (I lagens namn)
- 1986: Opfer (Offret)
- 1988: Ein Treffen mit Rimbaud
- 1992: Fanny’s Farm (Änglagård)
- 1998: Das Auge (Ögat)
- 1998: Die tätowierte Witwe (Den Tatuerade änkan)
- 1999: Der 13te Krieger (The 13th Warrior)
- 2001: Kira (En kærlighedshistorie)
- 2005: Håkan Nesser – Das vierte Opfer
- 2006: Håkan Nesser – Die Schwalbe, die Katze, die Rose und der Tod (Svalan, katten, rosen, döden)
- 2006: Håkan Nesser – Moreno und das Schweigen (Moreno & tystnaden)
- 2006: Håkan Nesser – Van Veeterens schwerster Fall (Fallet G)
- 2006: Rettet Trigger! (Trigger)

## Auszeichnungen
Sven Wollter wurde 1985 und 2002 als bester Darsteller mit dem Guldbagge ausgezeichnet. 2013 wurde ihm die Medaille Litteris et Artibus verliehen.